# 인하대역 푸르지오 에듀포레
인하대역 푸르지오 에듀포레(Inha Univ. Station Prugio Eduforet)는 학익3구역을 재개발하는 사업으로 들어서는 아파트 단지이다. 13개동 1,500세대 규모이다.